# Oriënteerbaarheid

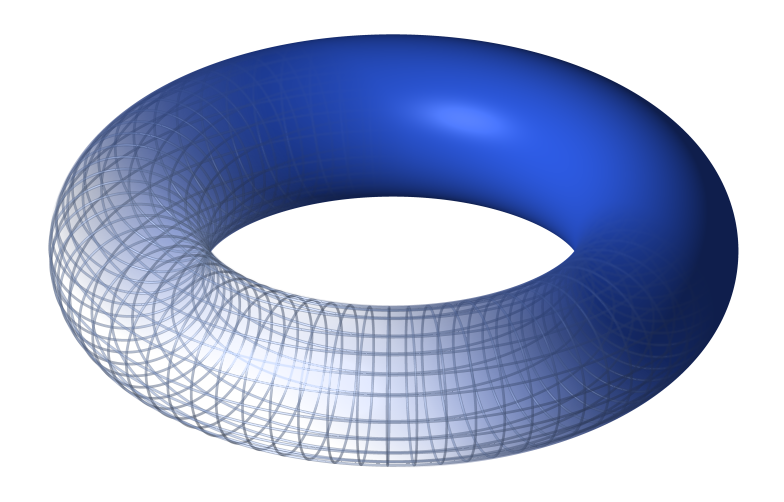
De torus is een oriënteerbaar oppervlak

Oriënteerbaarheid is in de differentiaaltopologie de mogelijkheid om op ieder punt van een oppervlak in de Euclidische ruimte een consequente keuze van een normaalvector te maken. Een keuze van normaaloppervlak staat het toe om gebruik te maken van de rechterhandregel om een met-de-klok-mee-richting te definiëren van lussen in het oppervlak, wat bijvoorbeeld nodig is voor de stelling van Stokes. Meer in het algemeen meet oriënteerbaarheid van een abstract oppervlak of variëteit of consistent voor een met-de-klok-mee-oriëntatie gekozen kan worden voor alle lussen in de variëteit. Op equivalente wijze is een oppervlak oriënteerbaar als een twee-dimensionale figuur in de ruimte, zoals , niet (continu) door de ruimte en terug naar waar het begon kan worden bewogen, zodat het op het eigen spiegelbeeld lijkt. .
De notie van orienteerbaarheid kan ook naar hoger dimensionale variëteiten worden veralgemeend. Een variëteit is oriënteerbaar wanneer hij een consistente keuze van oriëntatie kent en een samenhangende oriënteerbare variëteit heeft precies twee verschillende mogelijke oriëntaties. In deze setting kunnen, afhankelijk van de gewenste toepassing en het gewensts niveau van algemeenheid, verschillende equivalente formuleringen van oriënteerbaarheid worden gegeven. Formuleringen die van toepassing zijn op algemene topologische variëteiten maken vaak gebruik van methoden uit de homologietheorie, terwijl voor differentieerbare variëteiten meer structuur aanwezig is, wat een formulering in termen van differentiaalvormen toelaat. Een belangrijke veralgemening van de notie van oriënteerbaarheid van een ruimte is die van oriënteerbarheid van een familie van ruimten, geparametriseerd door enige andere ruimte (een vezelbundel), waarvoor in elk van de ruimten, die continu varieert met betrekking tot veranderingen in de parameterwaarden, een oriëntatie moet worden gekozen.